# Человек-волк (фильм, 2010)
«Челове́к-волк» (англ. The Wolfman) — американский готический фильм ужасов 2010 года режиссёра Джо Джонстона, по сценарию Эндрю Кевина Уокера и Дэвид Сельфа. Это ремейк одноимённого фильма 1941 года, в котором снялись Бенисио дель Торо (который также выступил продюсером), Энтони Хопкинс, Эмили Блант и Хьюго Уивинг. История фильма рассказывает об американском актёре, который после жестокого убийства своего брата возвращается на родину своих предков в Англию, где его кусает оборотень, и оказывается проклят.
Изначально режиссёром фильма был Марк Романек, но ушёл за несколько недель до съёмок из-за творческих разногласий и проблем с бюджетом. Джонстон был нанят за четыре недели до съёмок, под впечатлением, что он может снять фильм за 80 дней, как и планировала Universal. Тем не менее, пересъёмки расширили производство, увеличили бюджет и несколько раз переносили дату выхода фильма. Фильм претерпел многочисленные альтернативные версии во время постпроизводства. Дэнни Эльфман был ненадолго заменён Полом Хаслингером в качестве композитора фильма; однако студия вернулась к ранее завершенной музыке Эльфмана за месяц до выхода фильма после того, как музыка Хаслингера была сочтена неподходящей.
Премьера состоялась 12 февраля 2010 года компанией Universal Pictures, фильм получил смешанные отзывы, хотя грим получил похвалу. Фильм стал кассовым провалом, заработав 142,6 миллиона долларов при производственном бюджете в 150 миллионов долларов. Несмотря на провал фильма, Рик Бейкер и супервайзер по эффектам грима Дэйв Элси выиграли премию «Оскар» за лучший грим.

## Сюжет
Действие фильма разворачивается в 1891 году, в фильме сохранена сюжетная линия оригинала, в котором Лоуренс Тэлбот (Бенисио дель Торо) возвращается в поместье отца (Энтони Хопкинс) сразу после смерти (в фильме 1941 года — исчезновения) своего брата. В фильме присутствуют флешбеки о прошлом Лоуренса и о том, что привело к его отчуждению от семьи (одной из причин которого является Гвен, жена брата (Эмили Блант), к которой Лоуренс был неравнодушен), а место действия расширено от Блэкмора (который в оригинале был мифической деревней Лленуилли) до Лондона. В официальном пояснении к сюжету говорится, что Тэлбот в детстве был травмирован смертью матери, а Гвен Конлиф — это невеста его брата. После исчезновения брата Тэлбот начинает охотиться на убийцу, который оказывается оборотнем, и проклятие передаётся ему. Это замечает следователь Эберлайн (Хьюго Уивинг), и в итоге по его приказу Лоуренса отправляют в лечебницу для умалишённых. Через некоторое время к нему приходит отец и рассказывает ему, что это он убил мать и брата Лоуренса, что он и был тем оборотнем, укусившим его. Однажды директор лечебницы решил доказать всем (в том числе и Эберлайну), что на самом деле оборотней не существует. Он выносит привязанного к стулу Лоуренса и ставит перед окном в полнолуние, но, к его удивлению, тот превращается в «человека-волка» и убивает его. Утром Лоуренс бежит к Гвен и узнает о её взаимных чувствах к нему. Уходя от полиции во главе с Эберлайном и желая отомстить отцу, Лоуренс возвращается в Блэкмор, перевоплощается и убивает старшего Тэлбота. Но за ним не вовремя приезжает Гвен, и он пытается её убить. Он успевает укусить Эберлайна и гонится за Гвен. Она стреляет в него серебряной пулей, и Лоуренс погибает. Перед смертью он принимает облик человека и благодарит Гвен.

## В ролях
- Бенисио дель Торо — Лоуренс Тэлбот / Lawrence Talbot
- Энтони Хопкинс[4] — Джон Тэлбот / John Talbot
- Эмили Блант[5] — Гвен Конлиф / Gwen Conliffe
- Хьюго Уивинг[6] — Следователь Эберлайн / Detective Aberline
- Джеральдина Чаплин[7][8] — Малева / Maleva
- Арт Малик[9] — Сингх / Singh
- Роб Диксон[9]
- Николас Дей[9] — полковник Монтфорд / Colonel Montford
- Майкл Кронин[9] — доктор Ллойд / Dr. Lloyd
- Дэвид Шоуфилд[9] — констебль Най / Constable Nye
- Дэвид Стерн[9] — Кирк / Kirk
- Роджер Фрост[9] — преподобный Фиск / Reverend Fisk
- Дайан Пилкингтон[9]
- Клайв Расселл — Маккуин / MacQueen
- Саймон Мерреллс — Бен Тэлбот / Ben Talbot

## Выход в прокат
Первоначально фильм планировали выпустить 13 февраля 2009 года (пятница, 13), но потом дату выхода перенесли на 3 апреля 2009 года. В декабре 2008 года Universal Pictures перенесла дату выхода на 6 ноября 2009 года, чтобы дать больше времени на «раскрутку» фильма.

## Приём

### Кассовые сборы
В первый день проката фильм собрал 9,9 млн долл., за первый уик-энд — 31,5 млн долл., заняв второе место в бокс-оффисе Северной Америки после Дня святого Валентина. Всего Человек-волк заработал 62,2 млн долл. в Северной Америке и 80,5 млн долл. за рубежом, общая сумма сборов составила 142,6 млн долл.